# برايان ميلن
برايان ميلن (بالإنجليزية: Brian Milne)‏ هو لاعب كرة قدم أمريكية أمريكي، ولد في 7 يناير 1973 في Waterford, Pennsylvania ‏ في الولايات المتحدة.

## وصلات خارجية
- برايان ميلن على موقع الاتحاد الدولي لألعاب القوى (الإنجليزية)
- برايان ميلن على موقع مرجع كرة القدم المحترفة.كوم (الإنجليزية)